# Marcus Creed
Pour les articles homonymes, voir Creed.
Marcus Creed est un chef de chœur et chef d'orchestre britannique né le 19 avril 1951 à Eastbourne (Sussex de l'Est).

## Biographie
Marcus Creed naît le 19 avril 1951 à Eastbourne,.
Il étudie au King's College de Cambridge, à Christ Church d'Oxford et à la Guildhall School of Music de Londres, avant de s'établir en Allemagne à compter de 1976,.
Il occupe divers postes de répétiteur puis est engagé comme chef de chœur au Deutsche Oper Berlin. Il mène en parallèle une carrière de pianiste accompagnateur et participe aux activités de plusieurs ensembles à Berlin, notamment au Gruppe Neue Musik.
Entre 1987 et 2001, Marcus Creed est directeur musical du RIAS Kammerchor, ensemble avec lequel il réalise de nombreux enregistrements,. Il se produit également comme chef invité à la tête des grandes phalanges allemandes et se distingue dans le répertoire de musique ancienne et de musique contemporaine.
Il fait ses débuts au Staatsoper de Berlin en 1995 dans Didon et Énée d'Henry Purcell.
En 1998, Marcus Creed est nommé professeur de direction chorale à la Musikhochschule de Cologne,.
En 2003, il prend la direction de l'Ensemble vocal de la SWR de Stuttgart (de),. Il dirige également le Chœur de chambre de la radio danoise avant d'être nommé à la tête du DR VokalEnsemblet (de) en 2014.